# Kızılcabölük, Tavas
Kızılcabölük là một thị trấn thuộc huyện Tavas, tỉnh Denizli, Thổ Nhĩ Kỳ. Dân số thời điểm năm 2010 là 4.178 người.